# Denton (Maryland)
Denton er en amerikansk by og administrativt centrum for det amerikanske county Caroline County i staten Maryland. Byen har 4.848(2020) indbyggere.